# Estádio Dínamo de Minsk
O Estádio Dínamo de Minsk é um estádio localizado na cidade de Minsk, na Bielorrússia.
Inaugurado em 1934, foi destruído durante a Segunda Guerra Mundial e reinaugurado em 1954.
Tem capacidade para 41.040 torcedores e foi utilizado no torneio de futebol dos Jogos Olímpicos de Verão de 1980.
É utilizado principalmente em partidas de futebol do FC Dinamo Minsk.